# Lista de singles número um na Billboard Hot 100 em 2008

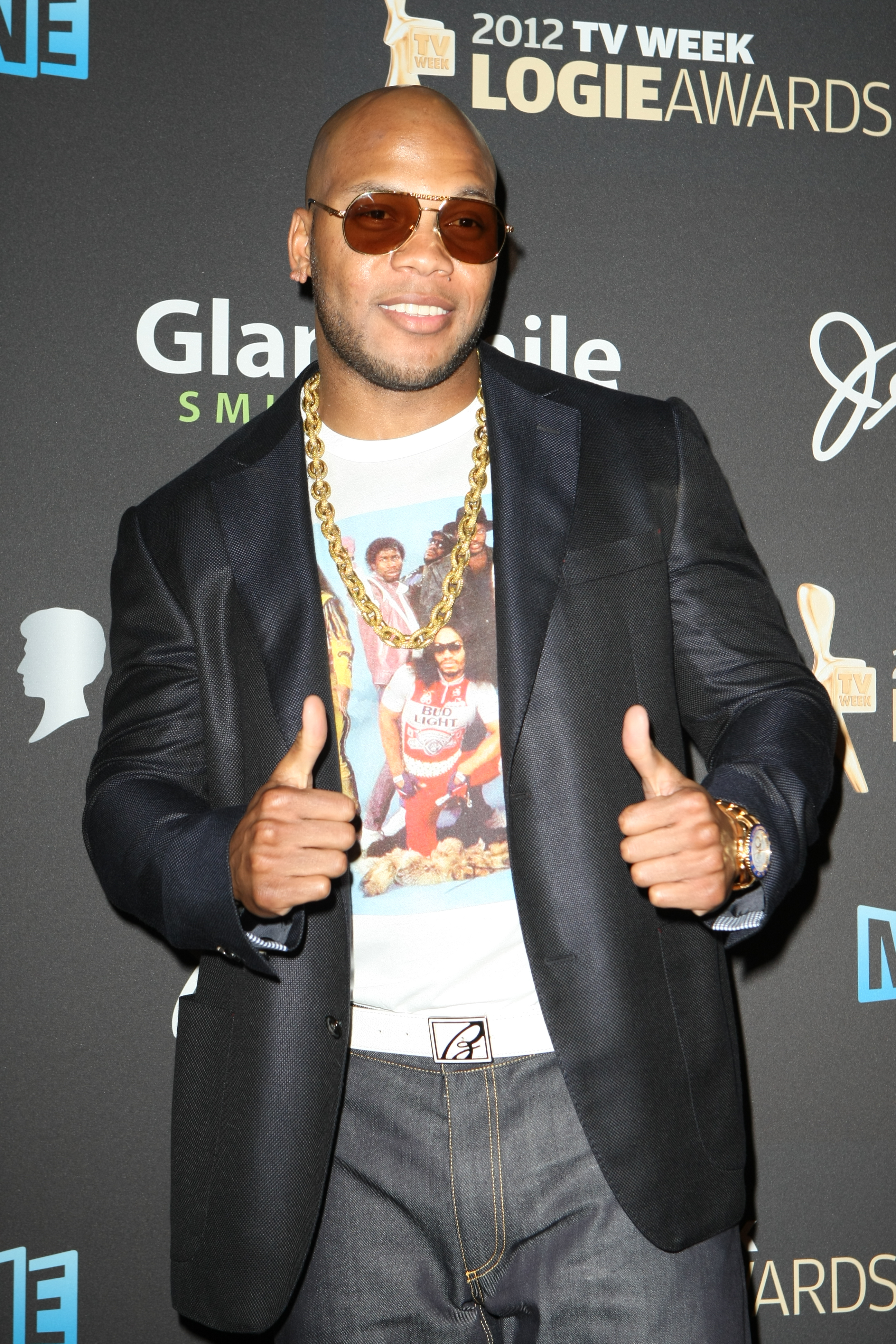
Com "Low", Flo Rida obteve o single com melhor desempenho comercial e maior permanência no topo da Billboard Hot 100 em 2008.

A lista dos singles que alcançaram a primeira posição na Billboard Hot 100 em 2008 foi publicada pela revista norte-americana Billboard, sendo que os dados são recolhidos pela Nielsen SoundScan, baseados em cada venda semanal física e digital, e também popularidade da canção nas rádios. Em 2008, catorze singles atingiram o topo da tabela nas 52 edições da revista.
O rapper Flo Rida com "Low" foi o primeiro número um do ano, e o que mais tempo permaneceu no topo da tabela musical em 2008, por dez semanas consecutivas. Foi o maior recorde de tempo desde "Irreplaceable" de Beyoncé que reinou durante dez semanas consecutivas com início no fim de 2006. "Low" foi o single com melhor desempenho nos Estados Unidos em 2008, sendo que obteve a primeira posição nas tabelas de final-de-ano. Outros singles com um número alargado de semanas no topo foram "I Kissed a Girl" de Katy Perry, que permaneceu sete semanas na primeira posição, e "Whatever You Like" de T.I., por sete semanas não-consecutivas.
Em 2008, sete artistas ganharam um primeiro single número um no Norte da América, foram estes: Flo Rida, Leona Lewis, Lil Wayne, Coldplay, e Katy Perry, todos como cantores principais, Young Jeezy e Static Major como convidados. T.I. obteve o seu primeiro topo como artista principal com "Whatever You Like". O cantor também teve o maior número de semanas em primeiro lugar com treze, combinando as suas duas canções "Whatever You Like" e "Live Your Life", o último com seis semanas não-consecutivas. Artistas com múltiplas primeiras posições foram Rihanna com três, um deles "Live Your Life", e T.I. com dois. A cantora Rihanna foi a artista feminina que mais tempo esteve no topo da tabela musical no ano, com nove semanas não-consecutivas.
Outros destaques de 2008 nas publicações da Billboard Hot 100 incluem Britney Spears com "Womanizer", notavelmente quebrando o recorde de ascensão ao topo, subindo desde da posição 96. Segundo single da cantora pop a atingir este feito na década de 2000. Mariah Carey obteve o seu décimo oitavo single a atingir o topo na tabela musical com "Touch My Body", quebrando o empate com Elvis Presley, colocando-a em segundo lugar nos artistas com mais número um obtidos na era rock, começada em 1955. Deixando Carey atrás dos The Beatles com vinte e um singles. Leona Lewis com "Bleeding Love" ganhou o reconhecimento de ser a terceira cantora britânica em toda a era que liderou a Billboard Hot 100 com uma música de estreia. "I Kissed a Girl" de Katy tornou-se a milésima canção a obter a primeira posição na era do rock. Embora tenha ocupado sete das treze semanas de Verão no topo, os críticos dividiram-se na altura de atribuir à canção o título de "Song of the Summer".

## Histórico

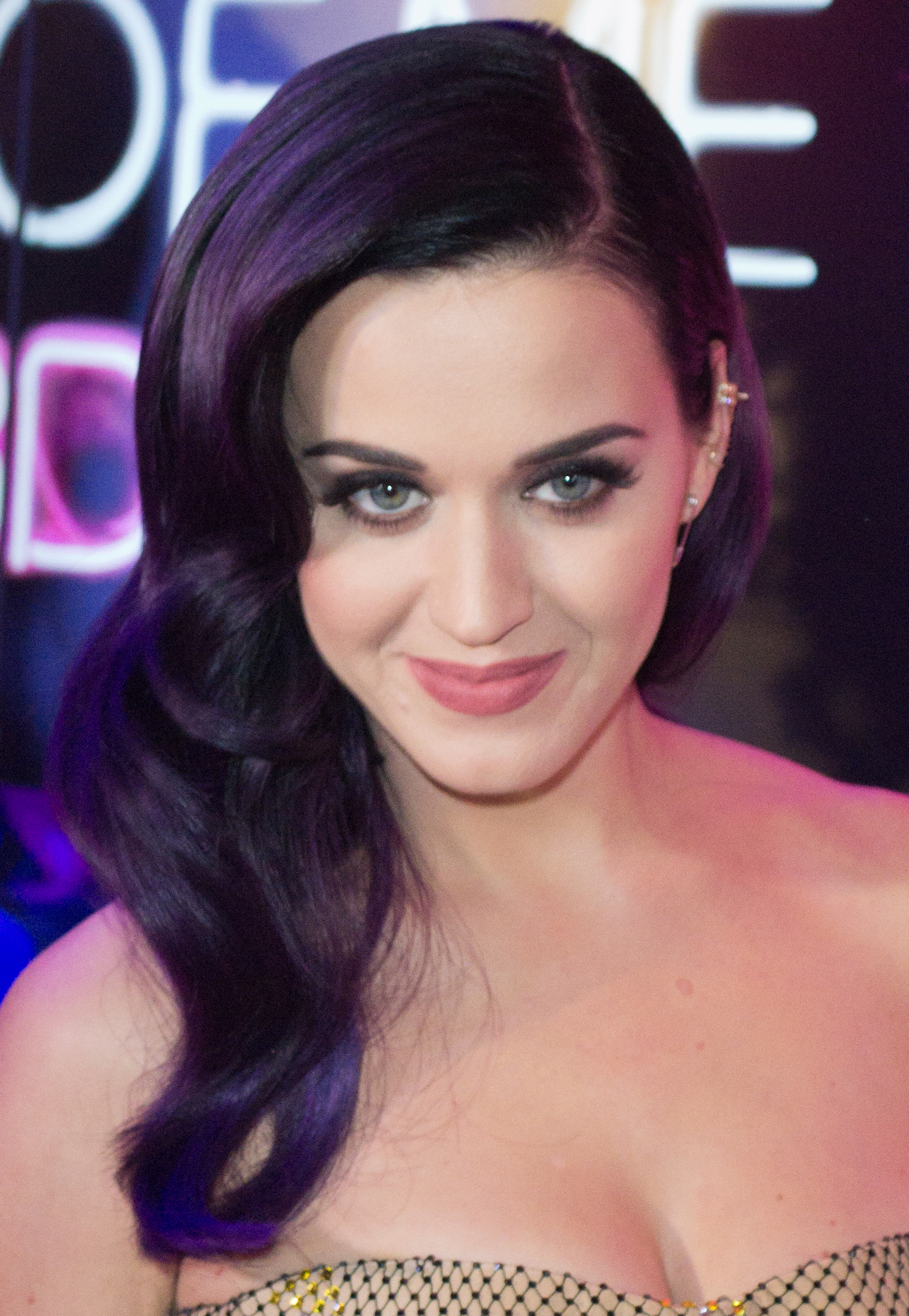
Katy Perry alcançou o seu primeiro número um na tabela, com "I Kissed a Girl". O single tornou-se a milésima canção chegar a essa posição na era rock.

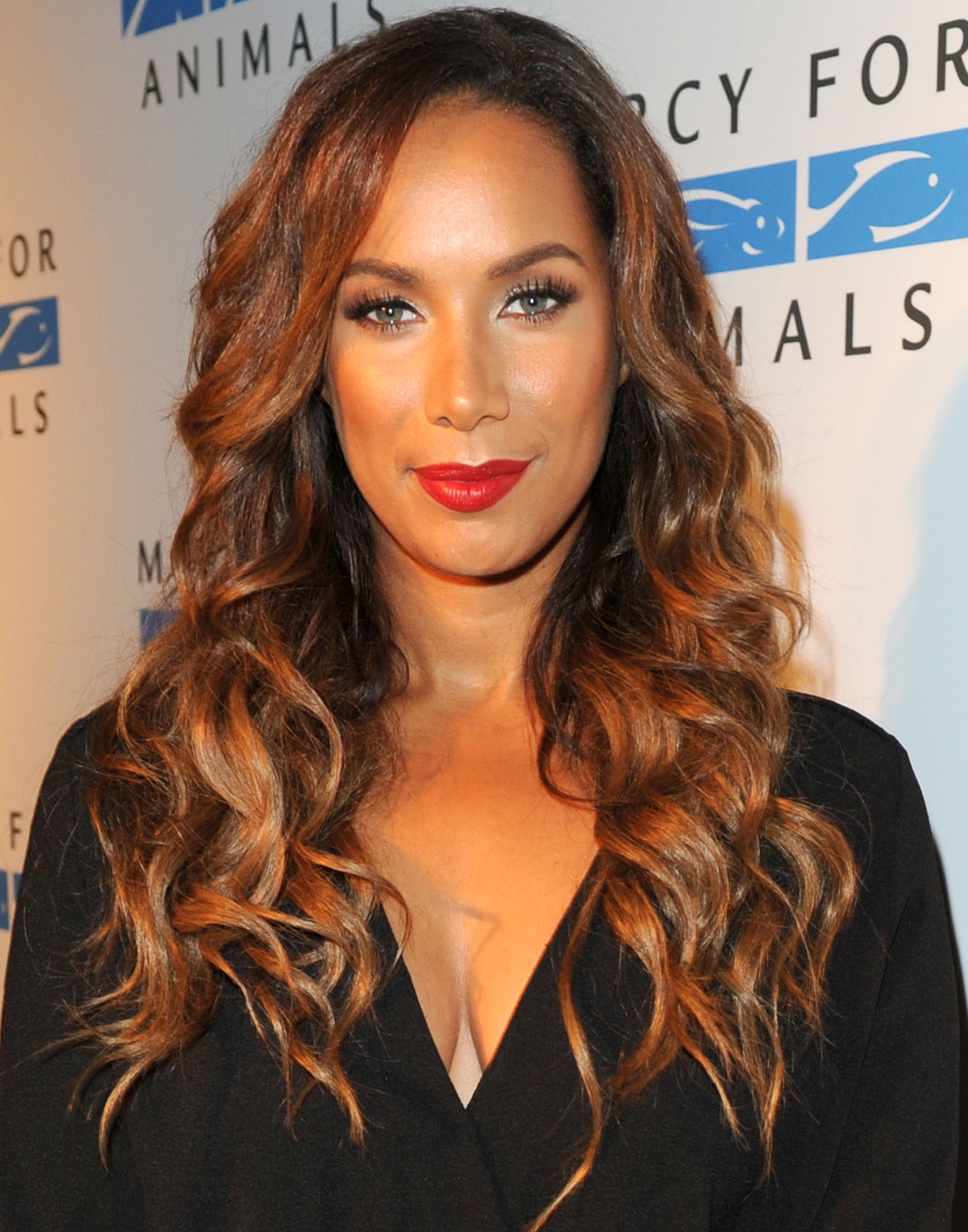
"Bleeding Love" converteu Leona Lewis na terceira cantora britânica em toda a era rock a liderar a Billboard Hot 100 com uma música de estreia.

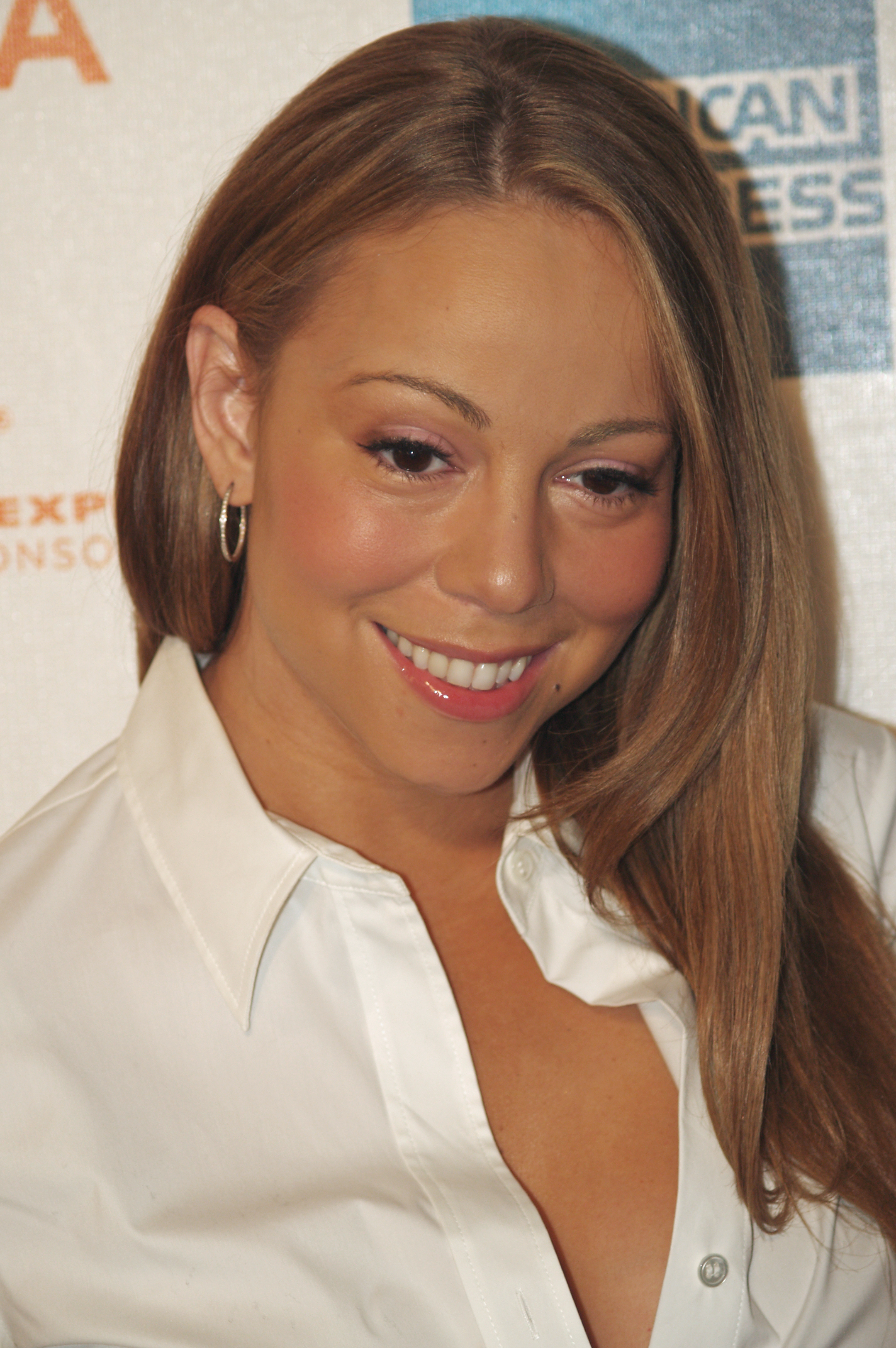
Mariah Carey conquistou seu 18º single número um na tabela com "Touch My Body", o que quebrou seu empate com Elvis Presley e a colocou em segundo lugar, atrás dos Beatles, como o artista a ter o maior número de músicas nessa posição.

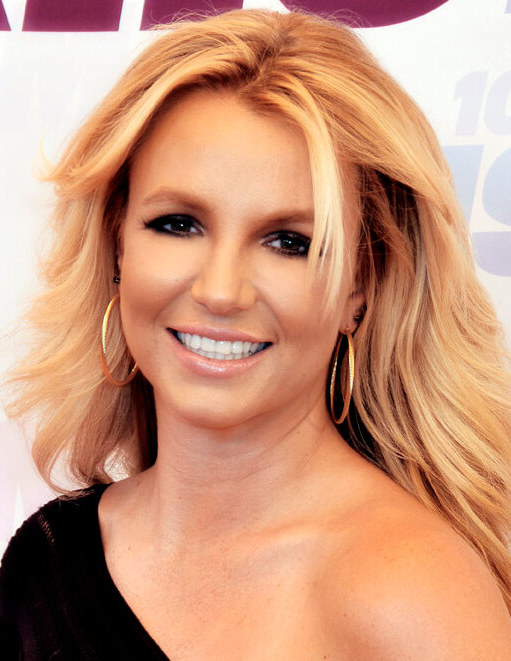
Com "Womanizer", Britney Spears alcançou o seu segundo topo na tabela, dez anos depois da estreia de seu último single em primeiro lugar "...Baby One More Time" (1999).

| † | Indica o single recordista de vendas em 2008. |

| Data            | Canção                             | Artista(s)                 | Referência(s) |
| --------------- | ---------------------------------- | -------------------------- | ------------- |
| 5 de janeiro    | "Low" †                            | Flo Rida com T-Pain        | [ 6 ]         |
| 12 de janeiro   | "Low" †                            | Flo Rida com T-Pain        | [ 21 ]        |
| 19 de janeiro   | "Low" †                            | Flo Rida com T-Pain        | [ 22 ]        |
| 26 de janeiro   | "Low" †                            | Flo Rida com T-Pain        | [ 23 ]        |
| 2 de fevereiro  | "Low" †                            | Flo Rida com T-Pain        | [ 24 ]        |
| 9 de fevereiro  | "Low" †                            | Flo Rida com T-Pain        | [ 25 ]        |
| 16 de fevereiro | "Low" †                            | Flo Rida com T-Pain        | [ 26 ]        |
| 23 de fevereiro | "Low" †                            | Flo Rida com T-Pain        | [ 27 ]        |
| 1 de março      | "Low" †                            | Flo Rida com T-Pain        | [ 28 ]        |
| 8 de março      | "Low" †                            | Flo Rida com T-Pain        | [ 2 ]         |
| 15 de março     | "Love in This Club"                | Usher com Young Jeezy      | [ 29 ]        |
| 22 de março     | "Love in This Club"                | Usher com Young Jeezy      | [ 30 ]        |
| 29 de março     | "Love in This Club"                | Usher com Young Jeezy      | [ 31 ]        |
| 5 de abril      | "Bleeding Love"                    | Leona Lewis                | [ 7 ]         |
| 12 de abril     | "Touch My Body"                    | Mariah Carey               | [ 14 ] [ 15 ] |
| 19 de abril     | "Touch My Body"                    | Mariah Carey               | [ 32 ]        |
| 26 de abril     | "Bleeding Love"                    | Leona Lewis                | [ 33 ]        |
| 3 de maio       | "Lollipop"                         | Lil Wayne com Static Major | [ 8 ]         |
| 10 de maio      | "Bleeding Love"                    | Leona Lewis                | [ 34 ]        |
| 17 de maio      | "Bleeding Love"                    | Leona Lewis                | [ 35 ]        |
| 24 de maio      | "Take a Bow"                       | Rihanna                    | [ 36 ] [ 37 ] |
| 31 de maio      | "Lollipop"                         | Lil Wayne com Static Major | [ 38 ]        |
| 7 de junho      | "Lollipop"                         | Lil Wayne com Static Major | [ 39 ]        |
| 14 de junho     | "Lollipop"                         | Lil Wayne com Static Major | [ 40 ]        |
| 21 de junho     | "Lollipop"                         | Lil Wayne com Static Major | [ 41 ]        |
| 28 de junho     | "Viva la Vida"                     | Coldplay                   | [ 9 ] [ 42 ]  |
| 5 de julho      | "I Kissed a Girl"                  | Katy Perry                 | [ 43 ] [ 10 ] |
| 12 de julho     | "I Kissed a Girl"                  | Katy Perry                 | [ 44 ]        |
| 19 de julho     | "I Kissed a Girl"                  | Katy Perry                 | [ 45 ]        |
| 26 de julho     | "I Kissed a Girl"                  | Katy Perry                 | [ 46 ]        |
| 2 de agosto     | "I Kissed a Girl"                  | Katy Perry                 | [ 47 ]        |
| 9 de agosto     | "I Kissed a Girl"                  | Katy Perry                 | [ 48 ]        |
| 16 de agosto    | "I Kissed a Girl"                  | Katy Perry                 | [ 49 ]        |
| 23 de agosto    | "Disturbia"                        | Rihanna                    | [ 50 ]        |
| 30 de agosto    | "Disturbia"                        | Rihanna                    | [ 51 ]        |
| 6 de setembro   | "Whatever You Like"                | T.I.                       | [ 11 ]        |
| 13 de setembro  | "Whatever You Like"                | T.I.                       | [ 52 ]        |
| 20 de setembro  | "Whatever You Like"                | T.I.                       | [ 53 ]        |
| 27 de setembro  | "So What"                          | Pink                       | [ 54 ]        |
| 4 de outubro    | "Whatever You Like"                | T.I.                       | [ 55 ]        |
| 11 de outubro   | "Whatever You Like"                | T.I.                       | [ 56 ]        |
| 18 de outubro   | "Live Your Life"                   | T.I. com Rihanna           | [ 57 ]        |
| 25 de outubro   | "Womanizer"                        | Britney Spears             | [ 13 ] [ 58 ] |
| 1 de novembro   | "Whatever You Like"                | T.I.                       | [ 59 ]        |
| 8 de novembro   | "Whatever You Like"                | T.I.                       | [ 5 ]         |
| 15 de novembro  | "Live Your Life"                   | T.I. com Rihanna           | [ 60 ]        |
| 22 de novembro  | "Live Your Life"                   | T.I. com Rihanna           | [ 61 ]        |
| 29 de novembro  | "Live Your Life"                   | T.I. com Rihanna           | [ 62 ]        |
| 6 de dezembro   | "Live Your Life"                   | T.I. com Rihanna           | [ 63 ]        |
| 13 de dezembro  | "Single Ladies (Put a Ring on It)" | Beyoncé                    | [ 64 ]        |
| 20 de dezembro  | "Live Your Life"                   | T.I. com Rihanna           | [ 12 ]        |
| 27 de dezembro  | "Single Ladies (Put a Ring on It)" | Beyoncé                    | [ 65 ]        |